# Самоне (Пиемонт)
Вижте пояснителната страница за други значения на Самоне.
Само̀не (на италиански: Samone; на пиемонтски: Samon, Самон) е село и община в Метрополен град Торино, регион Пиемонт, Северна Италия. Разположено е на 250 m надморска височина. Към 1 януари 2020 г. населението на общината е 1532 души, от които 96 са чужди граждани.